# La Haye-Saint-Sylvestre
 La Haye-Saint-Sylvestre  là một xã thuộc tỉnh Eure trong vùng Normandie miền bắc nước Pháp.